# Зухвалий немов кохання (роман)
«Зухвалий немов кохання» (англ. Bold as Love) — науково-фантастичний роман британської письменниці Гвінет Джоунс. Перший з серії з п’яти книг, написаних Гвінет Джоунс, події роману розгортаються у найближчому майбутньому на території Великої Британії. Повна назва роману — «Сміливий як кохання: фентезі недалекого майбутнього». Поєднує в собі елементи наукової фантастики, фантазії та жаху, торкається гендерної, політичної та екологічної проблем. Тематика в основному стосується популярної музики.
У 2002 році книга була номінована на премію Артура Кларка. Також роман потрапляв до шорт-листів премій БНФА 2001 року та Британської премії фентезі ім. Августа Дерлета 2002 року.

## Сюжет
Акс Престон, гітарист та змішаної раси з Таунтона, який пережив організовану урядом різанину офіційної партії Зелених (під прикриттям відгуку про поп-культури на зразок «Cool Britannia» в Гайд-Парку), виникає з хаосу, який настав після цього, к ролі справжнього лідера, якого такпотребує Англія. Він та його друзі, також інді-музиканти, вирішують організувати жахливу серію катастроф, включаючи незначну війну з ісламськими екстремістами в Йоркширі та проти президента-хіпі, який виявляється педофілом-убивцею. На задньому плані розпадається вся Європа, на передньому плані — рок-фестивалі, вуличні бої; вибух «Зелених» руйнувань (під керівництвом та модеруванням Престона), які залишають слід згорілих гіпермаркетів, зруйнованих торгових точок швидкого харчування та величезних спалених полів від інтенсивного землеробства. Тріумф Екса Престона полягає в тому, що він переносить свою країну через кризу — хижість, самопожертву, вперту доброзичливість і, звичайно, силу музики — більш-менш неушкодженою. В Англії революція ніколи не переходить у терор.
Назвавши книгу «Фентезі найближчого майбутнього», Джонс спантеличив і розділив критиків. Вочевидь, «історія фентезі та майбутнього» була б доречнішою, оскільки це історія Артура, перероблена під XXI століття. Замість культу слави середньовічної романтики, фактично описана утопія. Як побудувати Добру Державу, опинившись у глобальній економічній кризі та екореволюції? Вирішивши не очолювати уряд, тим не менше Екс запроваджує безкоштовну освіту для соціалізаціїя неграмотних дітей з орд хіпі; з'являється «Волонтерська ініціатива», яка допомагає людям мити підлоги лікарні поряд зі знаменитостями; та геніальна система «торгівлі надлишками» для прогодування нових соціалізованих громадян. Екс розуміє, що його кроки, були б неможливими, якби не привид кривавої анархії з одного боку, а з іншого — гламур та орґастичний випуск великих концертів Crisis Management. «Проте люди зроблять будь-яку справу, без обмежень, якщо вона буде нормальною, а взірці для наслідування говорять, що це круто...». Якщо він зможе продовжити свою утопічну програму, якимось чином, щехоча б на декілька років, то з цього може щось вийти.
Окрім шаленого темпу та грайливих й водночас зухвалих стилів силою роману (як зауважили багато критиків) є характеристика головних героїв: Екс Престон, Сейдж Пендер та особливо Фіорінда (справжнє ім’я, Френсіс), підліткова «принцеса рок-н-ролу» з огидним минулим. Ці троє, тріада з жанру фентезі, дивовижним чином втілюються в життя, висвітлюючи досить формальний, проте інтелектуальний роман з життєрадісною силою.

## Впливи
Назви всіх розділів «Зухвалий немов кохання» почергово взяті з пісень або творів, пов’язаних з Джимі Гендріксом. Роман названий на честь другого студійного альбому Гендрікса, Axis: Bold as Love.

## Відгуки
«Сміливий, як любов» отримав премію Артура К. Кларка в 2002 році і потрапив до короткого списку премії BSFA 2001 року та премії Британського фентезі 2002 року Августа Дерлета.